# ソニックシャッフル
『ソニックシャッフル』(SONIC SHUFFLE)は、2000年12月21日、ドリームキャスト用ソフトとしてセガより発売されたパーティゲーム。
開発はソニックシリーズを手掛けるソニックチームと、『ボンバーマン』『桃太郎電鉄』『マリオパーティ』などを手掛けるハドソンとの共同で行われた。
今作は、ソニックシリーズでは非常に珍しいボードゲームである。ボードゲームではあるものの、ソニックならではのアクション性はミニゲームという形できちんと入れられている。

## ストーリー
夢と現実が交錯する不思議な世界、マージナリワール。そこは、様々な次元世界の人々の夢や希望がつむぎだす結晶体『プレシャストーン』によって支えられていた。ところが、ある日突然、ヴォイドという謎のモンスターが現れ、プレシャストーンを封じ込めてしまう。プレシャストーンの力を失ったマージナリワールは、崩壊の危機を迎えている。
マージナリワールの守護精霊である妖精、ルミナ・フロウライトは、別次元の人々へ助けを求めた。知恵と勇気を持つものへ向け、送られたメッセージ。それを受け取ったのがソニック達だった。ソニック達は、ルミナから与えられた魔法のカードと、不思議な力を秘めたフォースジュエルを手に、マージナリワールを救うために走り出した。

## ゲームシステム

### ゲームモード
ストーリーモード
1人プレイ専用。ソニック、テイルス、ナックルズ、エミーのいずれかのキャラを選択し、全5ステージを順番にクリアしていく。各ステージクリア時に一位にならないと次のステージには進めない。
バーサスモード
1〜4人用。好きなマップを選択し、遊ぶモード。条件を満たしていれば、隠しキャラクターを選ぶことも出来る。ストーリーモードとは、ルールが異なる部分がある。
チュートリアル
ルミナが、ゲームの目的やルールを教えてくれるモード。
ソニックルーム
ゲームのプレイ状況によって、様々な変化が起こる。ゲーム中で集めたリングを使用して、ギャラリーを購入することも出来る。ギャラリーのアナザー写真の左上を購入すると、ミニゲーム箱が出現し、プレイしたことのあるミニゲームを自由に遊べる（ただし、バーサスモード専用ではないミニゲームは、ストーリーモードでプレイしないと遊べない）。また、アナザー写真の真下を購入すると、オーディオが出現し、サウンドテストが出来る。

### ゲーム上のルール
基本的に、ゲームの目的は、プレシャストーンをより多く集めることである。普通のボードゲームのように、マス目を進んでいくが移動はカードを用いて行う。カードは1〜6までのカード（4枚ずつ）、スペシャルカード（3枚）、エッグマンカード（1枚）の計28枚存在し、各キャラクターに7枚ずつ配られる。全てのカードがなくなると、また7枚ずつ配られる。カードを使ったり、フォースジュエルを使ったりして順番に行動する。プレシャストーンが出現しているプレシャストーンマスに止まることでバトルが開始し、カードを選んでモンスターよりも大きいか同じ数字を出せばプレシャストーンを手に入れることが出来る。全てのプレシャストーンを入手すると、最後のミニゲームが始まり、それが終了すると成績発表となる。
成績発表では、各キャラクターにエンブレムが配られ、一番多くエンブレムが配られたキャラクターが一位となる。エンブレムを貰える条件は、『プレシャストーンを持っている（一個につき一つ貰える）』、『リングを一番多く持っている』、『最後にミニゲームで一番になる』、『マップのクエストをクリアする』、『デュエルの勝ち数が一番多い（バーサスモードのみ）』、である。そのため、プレシャストーンを一番多く持っているからといって優勝するわけではない。

### バーサスモードのルール
基本的にストーリーモードと同じであるが、ストーリーモードとは以下のような違いがある。
- ストーリーモードでは、プレイヤーが最初に行動するが、バーサスモードは、最初に順番決めゲームを行い、その順位で行動順が決定する。
- 他のプレイヤーと同じマスに止まるとデュエルが開始する。
- バトルに勝つとフォースジュエルのほかにリングが貰える。クリティカルを出した場合は、貰えるリングの個数が倍になる。
- ミニゲーム前のイベントシーンが存在しない。

### カードについて
カードは、移動やバトルの際に使用する。各キャラクターに7枚ずつ配られるが、他人のカードを使用することも可能である。バトルではカードルーレットが発生するが、目押しで数字を選ぶことは十分に可能である。
1〜6のカード
移動の際に使うと、その数だけ進むことが出来る。バトルで使用すると、1〜その数字までのルーレットが開始し、モンスターの数字と同じか大きい数字を出せば勝ち。
スペシャルカード
移動の際に使った場合は、『1〜7のルーレットが開始し、出た数だけ進むことが出来る』、『手持ちのカードを他のキャラクターと交換する』、『手持ちのカードが7枚になるまで奪える』、の3種類の効果の中で好きなものを選べる。バトルで使用すると、キャラクターの特殊能力が使える。
エッグマンカード
使ってはいけないカード。移動の際に使うと、エッグマンのイタズラルーレットが開始する。止まった場所によって、エッグマンは異なるワルさをする。赤い場所で止まるとエッグマンカードを引いたプレイヤーのみに非常に悪い効果が起こる。青い場所で止まると、全員に対して少々悪い効果が起こる。黄色い場所で止まると、全員にスワップジュエルが配られる。バトルで使用すると無条件で負けになる。

### マスについて
マスの上に乗ると起こる効果について説明する。
プラスリングマス
リングが3個貰える。最後のプレシャストーンが出現している場合は、貰える個数が倍になる。プラス、マイナスを問わず、連続でリングマスに乗るとコンボになり、貰える（減る）個数が5倍まで増える。全員で合計15回乗ると、マイナスモードになり、プラスリングマスで貰える個数が1個、マイナスリングマスで減る個数が5個になる。
マイナスリングマス
リングが3個減る。最後のプレシャストーンが出現している場合は、減る個数が倍になる。プラス、マイナスを問わず、連続でリングマスに乗るとコンボになり、貰える（減る）個数が5倍まで増える。全員で合計10回乗ると、マイナスモードになり、プラスリングマスで貰える個数が5個、マイナスリングマスで減る個数が1個になる。
バトルマス
バトルが開始し、モンスターよりも大きいか同じ数字を出せば勝ち。勝つとフォースジュエルが貰える（バーサスモードの場合は、リングも貰える）。同じ数字を出した場合はクリティカルとなり、フォースジュエルを二つ貰える（バーサスモードの場合は、貰えるリングの個数が倍になる）。バトルで負けた場合は、モンスターの攻撃力の分だけリングが減る。リングの個数が0の場合は、1回休みになる。
イベントマス
ミニゲーム、もしくはミニイベントが発生する。ミニゲームは4人全員が参加し、戦う。ミニイベントは、イベントマスに止まったプレイヤーのみで進行する。ミニゲームは、このゲームの醍醐味であり、かつリングを大量に稼げる（フォースジュエルが手に入ることもある）ため、戦略上とても重要なマスである。ミニイベントは、選択肢形式で進むものもあれば、自動的に進むものもある。似ているようで微妙に結末が異なる場合があるので、他のプレイヤーと同じ選択肢を選んだとしても同じ結果になるとは限らない。
ジュエルショップマス
リングを使用して、フォースジュエルを買うことが出来る。
クエストマス
各マップごとに用意されたイベントが発生、解決する。状況によっては、乗っても何も起こらないことがある。
回転マス
このマスを通過しようとすると、50%の確率でUターンしてしまう。このマスの上でぴったり停止すれば、回避できる。
通行止めマス
ストプナイト（フォースジュエル）で通行止めになった状態。このマスの上には乗れない。3ターンたつと元に戻る。
？マス
エッグマンの悪さによってマスの模様が隠されてしまった状態。見た目がわからなくなっただけなので、マスの効果は発揮される。
テイルスマス
テイルスのみ、このマスに侵入可能。
ナックルズマス
ナックルズのみ、このマスに侵入可能。
エミージャンプマス
エミーのみ、このマスからこのマスに向けて移動可能。エミーでなくても侵入は可能。
ジャンプマス
マップの隅に設置されている。スプリングを使用し、一気に対角線の反対側へ移動できる。
息継ぎマス
水中で息継ぎができる。
イルカマス
エメラルドコーストにのみ出現。どこかのマスにランダムで移動。
パワーリフトマス
ファイヤーバードにのみ出現。どこかのマスにランダムで移動。
トロッコマス
ネイチャーゾーンにのみ出現。どこかのマスにランダムで移動。
ヘリコプターマス
ライオットトレインにのみ出現。どこかのマスにランダムで移動。
煙突マス
ライオットトレインにのみ出現。特定のマスに移動。
光の帯マス
四次元宇宙にのみ出現。どこかのマスにランダムで移動。
プレシャストーンマス
プレシャストーンがあるときに止まるとバトル開始。バトルに勝つとプレシャストーンが貰える。通常のバトルと異なり、フォースジュエルは貰えない。なお、誰かがプレシャストーンを入手した際に、プレシャストーンマスから一番遠くにいるキャラクターは、リングが半分減らされてしまう。
ヴォイド空間
既に入手し終わったプレシャストーンマスに出現。リングを50個払うことで、ルーレットで止まったキャラクターからプレシャストーンを奪える。その後、どこかのマスにランダムでとばされてしまう。

### フォースジュエル
バトルに勝つ、ミニゲーム中で手に入れる、などの方法で入手することが出来る。一度に5個までしか持てない。移動前、およびバトル中で使用することが出来る。
スピラルド
移動やバトルでカードを2枚出せる。
ハイスピラルド
移動やバトルでカードを3枚出せる。
ターボスピラルド
移動やバトルでカードを4枚出せる。
MAXスピラルド
移動やバトルでカードを5枚出せる。
SONICスピラルド
方向は選べないが、30マス進める。
ヒュプノタイト
カードルーレットで出た数と同じカードを全て捨てる。
ファイブアライブ
5ターンの間、フォースジュエルが使えないが、常に5マス進める。
ロウムーンストーン
バトルのモンスターを弱く出来る。
ワープクリスタル
ランダムでどこかにワープする。
プレシャサイト
カードルーレットで1が出ると、プレシャストーンにワープする。
テレポートルビー
ルーレットで決定した相手のそばに移動する。
スワップジュエル
ルーレットで決定した相手と場所を入れ替える。
シャッファイヤ
全員が持っているフォースジュエルを集めて、均等になるように配り直す。
ストプナイト
3ターンの間、その場のマスを通行止めにする。
バリアアンバー
5ターンの間、他のプレイヤーに追い越されなくなる。
シーフズアイ
ルーレットで決定した人のフォースジュエルを奪う。
マハラジャイト
自分の小さなカードと、ルーレットで決めた相手の大きなカードを交換する。
ウェイストーン
ルーレットで決めた相手は、可能ならば次のターンに強制的にフォースジュエルを使わされる。
シールドクォーツ
4ターンの間、自分以外はフォースジュエルを使えなくなる。
ワープナイト
自分も含めて全員がバラバラにワープする。
デリータイト
ルーレットで決めた人のフォースジュエルを消してしまう。
パックライト
3ターンの間、プレシャストーンに入れなくなる。
カースオパール
ルーレットで決めた相手の妨害をする。
ギアスダイン
ルーレットで決めた人を、3ターンの間強制的に6マス進める。
フールムーン
自分の大きなカードと、ルーレットで決めた相手の小さなカードを交換する。
トランスファイヤ
ルーレットで決めた相手をどこかにワープさせる。
ルーズクォーツ
4ターンの間、イベント、バトル、プラスリングマスをマイナスリングマスに変える。
ミーティンジウム
他の全員を自分のいるマスにワープさせる。
ブロクナイト
他のプレイヤーからのフォースジュエルの効果を防げる。
カーバンクル
フォースジュエルの形をした妖精。フォースジュエルが大好きで、自分のターンが来るごとに持っている他のフォースジュエルを食べてしまう。フォースジュエルを全て食べられて持っていない状態で1ターン経過すると消滅する。
デュプリケイオス
他のフォースジュエルをコピーする。
カメレオナイト
他のフォースジュエルに変身し、すぐに効果を発揮する。
リングジウム
4ターンの間、イベント、バトル、マイナスリングマスをプラスリングマスに変える。
バトルビー
4ターンの間、イベントとリングのマスをバトルマスに変える。
マグニファイヤ
選んだ相手のルーレット範囲が大きくなる。
レデューサイト
選んだ相手のルーレット範囲が小さくなる。
1フォースマーチ
選んだ相手を、次の番に1マス移動させる。
6フォースマーチ
選んだ相手を、次の番に6マス移動させる。

## キャラクター

### プレイヤーキャラクター
ここでは、本作におけるキャラクターの特徴を記述する。各キャラクターの詳細な設定などは、個別記事またはソニックシリーズに登場するキャラクターの一覧の項を参照。
ソニック・ザ・ヘッジホッグ - 声優：金丸淳一
主人公。最初から使用可能。移動中に、前のターンと同じ数字を出すと、スピンダッシュで2倍進むことが出来る。バトルでは、スペシャルカードを出すことでカードルーレットで1〜7のダメージを与えられる。
マイルス "テイルス" パウアー - 声優：村田あつき
最初から使用可能。移動中は、テイルスマスを移動してショートカットできる。バトルでは、スペシャルカードを出すことでさらに2枚のカードを選び、その合計数のダメージを与えられる。
ナックルズ・ザ・エキドゥナ - 声優：神奈延年
最初から使用可能。移動中は、ナックルズマスを移動してショートカットできる。バトルでは、スペシャルカードを出すことでさらに2枚のカードを選び、その合計数のダメージを与えられる。
エミー・ローズ - 声優：本井えみ
最初から使用可能。移動中は、エミージャンプマスを移動してショートカットできる。バトルでは、スペシャルカードを出すことで5の固定ダメージを与えられる。
ビッグ・ザ・キャット - 声優：八代駿
『ソニックアドベンチャー』に登場したキャラ。ソニックルームのギャラリーで、テイルスの右下の絵を買うと出現する。バーサスモードでのみ使用可能。
移動中は、6のカードを出すと、1〜6までの好きな数だけ進める。バトルでは、スペシャルカードを出すことでさらに1枚のカードを選び、そのカード+1のダメージを与えられる。
E-102 "γ"（ガンマ） - 声優：中田譲治
『ソニックアドベンチャー』に登場したキャラ。ソニックルームのギャラリーで、エミーの右下の絵を買うと出現する。バーサスモードでのみ使用可能。
移動中は、4〜6のカードを出すと、マイナスリングマスの効果を無視できる。バトルでは、スペシャルカードを出すことで3のカードルーレットが2枚出現する。
チャオ - 声優：？
ソニックルームのギャラリーで、ナックルズの右下の絵を買うと出現する。バーサスモードでのみ使用可能。
移動中の特殊能力はない。バトルでは、スペシャルカードを出した後にバトルで使用するカードを1枚選ぶ。
スーパーソニック - 声優：金丸淳一
ソニックルームのギャラリーで、ソニックの右下の絵を買うと出現する。バーサスモードでのみ使用可能。
移動中に、前のターンと同じ数字を出すと、高速移動で2倍進むことが出来る。バトルでは、スペシャルカードを出すことでカードルーレットで4〜6のダメージを与えられる。

### 非プレイヤーキャラクター
Dr.エッグマン - 声優：大塚周夫
今回は、プレシャストーンを狙ってマージナリワールへやってきた。エッグマンカードでワルさをしたり、ミニゲームの邪魔役として出現する。しかし、最後までストーリーに関わってくることはない。
ルミナ - 声優：大谷育江
マージナリワールの危機を救うため、ソニック達を呼び寄せた。ステージ開始時にステージの説明をしてくれる。ミニゲームの操作説明もしてくれる。
ヴォイド - 声優：高乃麗
マージナリワールに突然現れた、謎の存在。プレシャストーンを破壊し、マージナリワールを混乱に陥れた。ステージ中では、彼に50個リングを支払うことで他のプレイヤーからプレシャストーンを奪える。
イルミナ - 声優：皆口裕子
マージナリワールの女神。ヴォイドにプレシャストーンを破壊されたことで、力を失っている。